# 奈加尔希
奈加尔希（Nai Garhi），是印度中央邦Rewa县的一个城镇。总人口8767（2001年）。

## 人口
该地2001年总人口8767人，其中男性4459人，女性4308人；0—6岁人口1650人，其中男856人，女794人；识字率49.67%，其中男性为62.97%，女性为35.91%。